# Курт фон Естеррайх
Курт фон Естеррайх (нім. Curt von Oesterreich; 9 серпня 1880, Франкфурт-на-Одері — 24 жовтня 1949) — німецький офіцер, генерал-лейтенант вермахту. Кавалер ордена Pour le Mérite.

## Біографія
Син генерал-лейтенанта Бернгарда фон Естеррайха і його дружини Ольги, уродженої фон Ерцен. В 1899 році вступив в Прусську армію. Учасник Першої світової війни. Після демобілізації армії залишений в рейхсвері. 31 січня 1929 року вийшов у відставку. 1 квітня 1934 року вступив в службу комплектування.
З 26 серпня 1939 по 1 грудня 1940 року — командир 368-го піхотного полку 207-ї піхотної дивізії. Учасник Польської кампанії. З 1 лютого 1941 року — командир військовополонених в 20-му військовому окрузі, з 25 липня 1942 року — у 2-му оперативному районі, з 13 липня 1942 року — знову у 20-му військовому окрузі. 1 травня 1943 року відправлений в резерв, 31 липня звільнений у відставку. Член Імперської торгової палати.
3 жовтня 1945 року заарештований радянською окупаційною владою. Виступав свідком на Нюрнберзькому процесі. З 21 липня 1947 по січень 1949 року утримувався в Лефортовській в'язниці. Помер у спецтаборі НКВС.

## Сім'я
10 квітня 1911 року одружився з Магдаленою фон Фальк, дочкою генерала піхоти Адальберта фон Фалька.

## Звання
- Фанен-юнкер (1899)
- Фенріх (18 квітня 1900)
- Лейтенант (18 січня 1901; патент від 1 лютого 1900)
- Оберлейтенант (18 жовтня 1909)
- Гауптман (18 грудня 1913)
- Майор (1 червня 1921)
- Оберстлейтенант (1 березня 1926)
- Оберст запасу (31 січня 1929)
- Оберст служби комплектування запасу (1 квітня 1933)
- Оберст служби комплектування (1 серпня 1937)
- Генерал-майор запасу (27 серпня 1939)
- Генерал-майор без патенту (1 березня 1941) — 1 квітня 1942 року отримав патент.
- Генерал-лейтенант (1 липня 1943)

## Нагороди
- Залізний хрест 2-го і 1-го класу
- Орден Альберта (Саксонія), лицарський хрест 1-го класу з мечами
- Князівський орден дому Гогенцоллернів, почесний хрест 3-го класу з мечами
- Королівський орден дому Гогенцоллернів, лицарський хрест з мечами
- Pour le Mérite (5 червня 1918)
- Нагрудний знак «За поранення» в чорному
- Хрест «За вислугу років» (Пруссія)
- Почесний хрест ветерана війни з мечами (1934)
- Медаль «За вислугу років у Вермахті» 4-го, 3-го, 2-го і 1-го класу (25 років; 2 жовтня 1936) — отримав 4 нагороди одночасно.
- Застібка до Залізного хреста 2-го і 1-го класу
- Хрест Воєнних заслуг 2-го і 1-го класу з мечами